# 卡哈坦博區

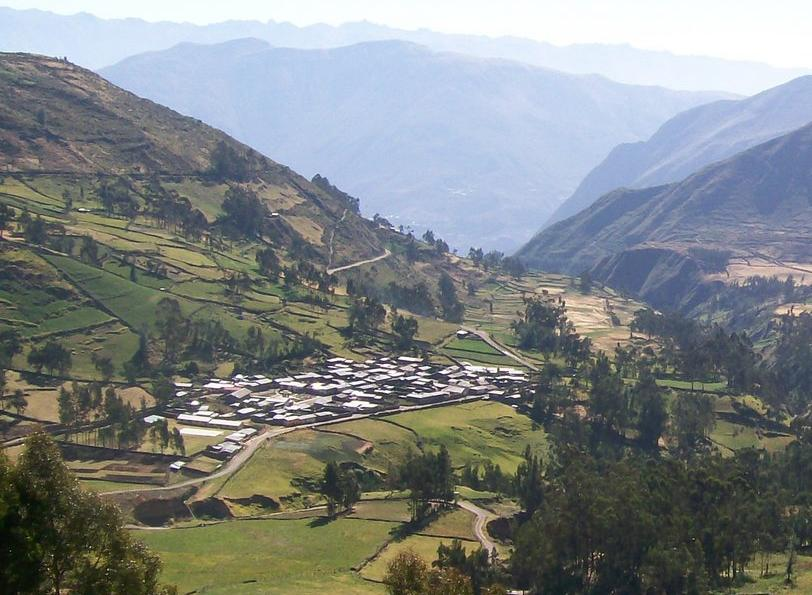

10°28′17″S 76°59′36″W / 10.4713°S 76.9933°W
卡哈坦博區（西班牙語：Distrito de Cajatambo），是秘魯的一個區，位於該國中南部利馬大區的卡哈坦博省，面積568平方公里，海拔高度3,376米，2005年人口2,968，人口密度每平方公里5.2人。